# 艾斯雷
艾斯雷（法語：Aiserey，法語發音：[ɛzʁɛ]）是法国科多尔省的一个市镇，属于第戎区。

## 地理
艾斯雷（47°10'20"N, 5°9'44"E）面积10.5 平方千米，位于法国勃艮第-弗朗什-孔泰大區科多尔省，该省份为法国中东部省份，北起奥布省，西接涅夫勒省和约讷省，南至索恩-卢瓦尔省，东南接汝拉省，东临上索恩省，东北部与上马恩省接壤。
与艾斯雷接壤的市镇（或旧市镇、城区）包括：隆日库尔昂普莱讷、贝塞莱西托、布拉泽昂普莱讷、埃希热、伊泽尔。

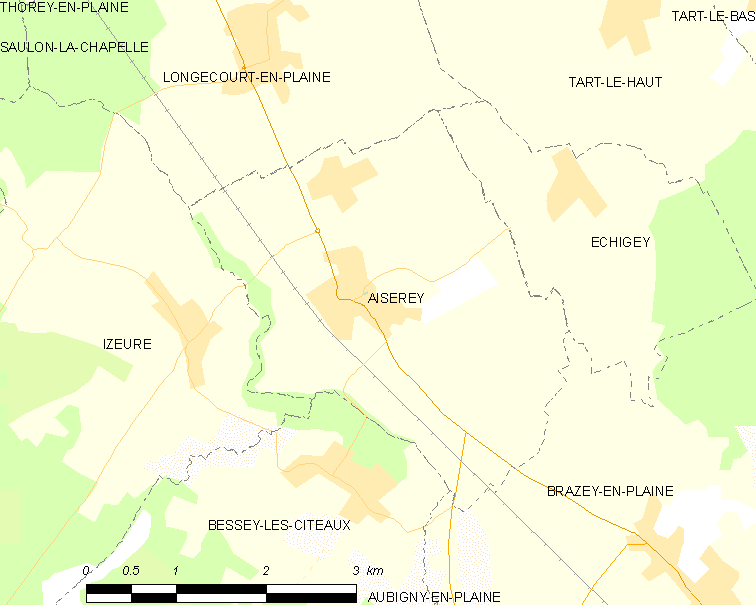
艾斯雷的OSM定位图

艾斯雷的时区为UTC+01:00、UTC+02:00（夏令时）。

## 行政
艾斯雷的邮政编码为21110，INSEE市镇编码为21005。

## 政治
艾斯雷所属的省级选区为让利斯县。

## 人口

1962-2008年间艾斯雷人口变化图示

艾斯雷于2022年1月1日时的人口数量为1489人。